# 辉胸闪羽蜂鸟
是雨燕目蜂鸟科的一种鸟类。
辉胸闪羽蜂鸟体重约6.7克，翼长约74.2毫米，嘴峰长约22.9毫米，喙宽度约2.7毫米，喙厚度约2.2毫米，跗蹠长约8.2毫米，尾长约46.4毫米。辉胸闪羽蜂鸟在其分布区内为留鸟，其栖息在半开放的灌木丛中，食性为草食性，主要食物来源是植物的花蜜。

## 亚种
- ：分布于秘鲁中部安第斯山脉地区瓦努科省、帕斯科省和胡宁省。
- ：分布于秘鲁南部安第斯山脉地区万卡韦利卡省、阿亚库乔大区、阿普里马克大区、库斯科省。[4]